# Tauromaquia en la Nueva España

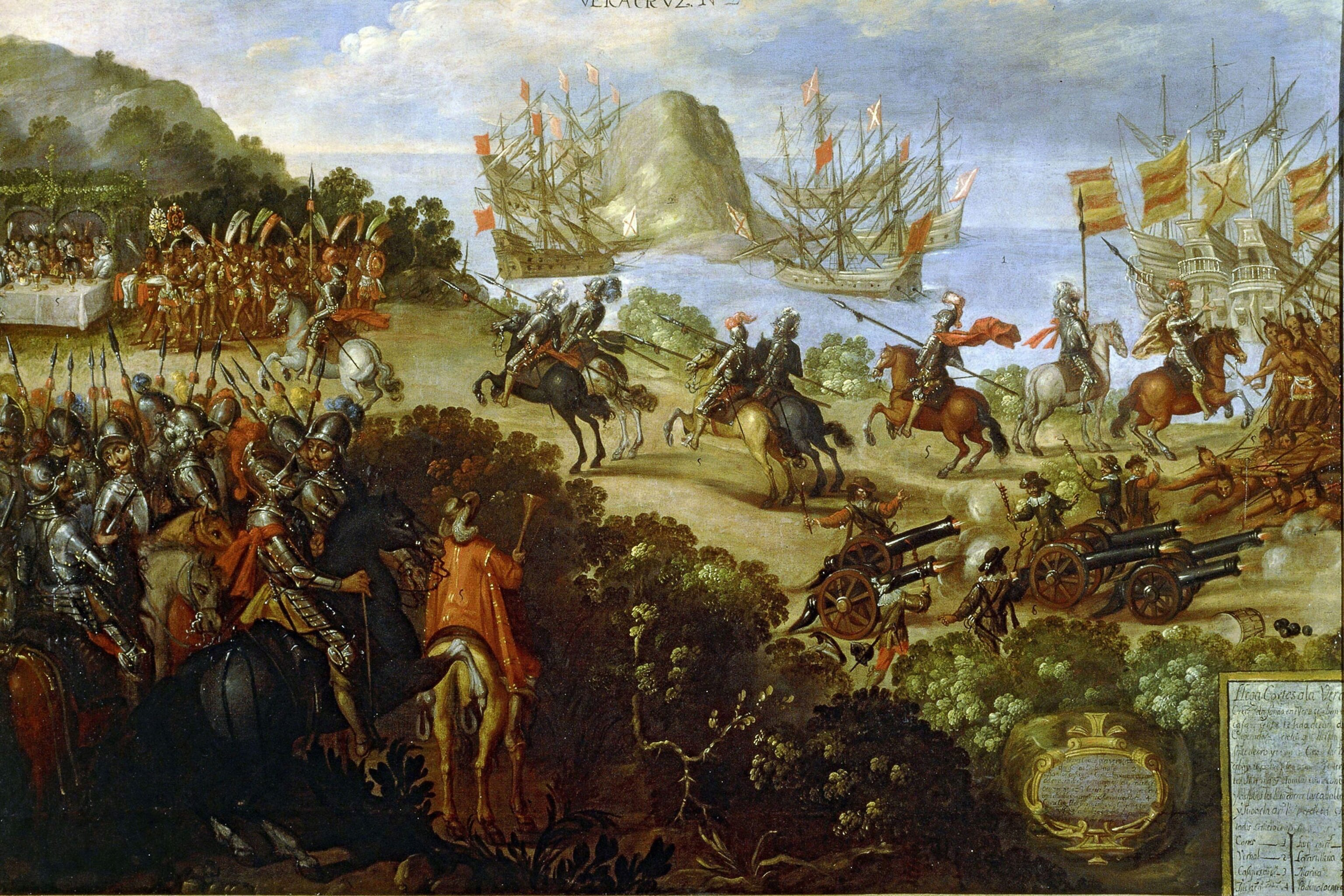
Llegada de Cortés a Veracruz

La tauromaquia en la Nueva España se refiere a la práctica de distintas actividades recreativas relacionadas con la lidia de toros entre los años 1521 y 1821.

## sigloXVI
Una de las primeras intenciones de Hernán Cortés al descubrir los amplios pastizales del norte y centro del territorio mexicano fue la de criar ganado, no solo para proveer alimentos y pieles, sino para la lidia. Los toros encontraron, pues, durante la conquista de México, nicho propicio para desarrollarse. La primera vez que se realizó una corrida en el futuro suelo mexicano fue el 24 de junio de 1523. Ya como fiesta, se lleva a cabo desde 1535 cuando una corrida celebró el nombramiento de Antonio de Mendoza y Pacheco como primer virrey de la Nueva España.

### (1529-1600)
El conquistador, Juan Gutiérrez Altamirano, primo de Hernán Cortés, obtuvo de éste, como repartimiento, el pueblo de Calimaya. Junto con otras tierras que había adquirido en el valle de Toluca, formó la hacienda de Atenco. Para poblar sus tierras con ganado bovino, lanar y caballar, hizo traer del Caribe o las Antillas y de España, los mejores ejemplares que hasta entonces había. Así, Juan Gutiérrez Altamirano, estableció la ganadería de reses bravas más antigua de América en Atenco, donde se llevó a cabo la ya mencionada corrida del 24 de junio de 1523.
En la Ciudad de México se llevó a cabo la primera corrida de toros el 13 de agosto de 1529, en los terrenos donde después se hizo la Plaza del Volador. El 11 de agosto de 1529, Nuño de Guzmán, Presidente de la Primera Audiencia y Gobernador Pre-Virreinal de Nueva España, junto con regidores y alcaldes, ordenaron que “de aquí en adelante, todos los años por honra de la fiesta de San Hipólito se corran siete toros, y que de aquellos se maten dos y se den por amor a Dios en los monasterios y en los hospitales…”
“Desde 1535, fue costumbre festejar a los virreyes que llegaban, con tres días de corridas. El espectáculo ecuestre de escaramuzas que las acompañaba, llamado Juego de cañas, comenzó a verificarse en el año de 1537; celebrándose todos ellos en la ciudad de México.”
En 1538 y para celebrar la histórica Paz de Aguas Muertas, que puso fin al añejo conflicto entre sus países, los reyes Carlos I de España y Francisco I de Francia, hubo en México grandes fiestas organizadas por el Virrey Antonio de Mendoza y Pacheco y por el Capitán General de la Nueva España, Hernán Cortés, que consistieron en juegos de cañas y lides de toros. 
Frente al actual edificio del Monte de Piedad, en el Zócalo de la Ciudad de México, estaba el corral de los toros; viendo de techo o resguardo de las bestias, había un portal en las fiestas que era ocupado por el Ayuntamiento, los trompeteros y atabaleros que iban a amenizar la fiesta. Posteriormente, las plazas de toros se pusieron en otros sitios, ya fuera por su mayor amplitud, o por ser señalados como de Fiestas Reales, como lo será la Plaza del Volador. 
En mayo de 1555, se realizaron grandes fiestas, corridas de toros y juegos de cañas por iniciativa del Virrey Luis de Velasco y Ruiz de Alarcón, para celebrar que la Real Audiencia de Lima comunicó la noticia de la derrota de Francisco Hernández Girón, quien se había revelado en contra de su majestad, Carlos I de España. 
Era la primera vez que dicho Virrey de la Nueva España pisaba la arena del coso. En la capital y en algunas de las más apartadas regiones de la Nueva España se empezaba a cultivar el deporte de lidiar reses bravas. El Virrey además impulsó la cría del ganado equino. 
El hermoso aspecto que presentaría el Circo Taurino, dado el lujo de que en aquellos tiempos se hacía derroche para adornar los palcos de las primeras autoridades y de la nobleza mexicana con tapices flamencos y de damasco, se caracterizaba por típicos y vistosos estandartes de plumería y adornos propios de los indígenas. 
Para la llegada del virrey Álvaro Manrique de Zúñiga, marqués de Villamanrique, en 1585, el estado económico de la Nueva España se caracterizaba por el descubrimiento y la explotación de ricas minas, la intensificación de la agricultura y el adelanto de la industria. La Nao de China descargaba periódicamente en Acapulco, sus ricas mercaderías de sedas y porcelanas, y los comerciantes flamencos abastecían el mercado con valiosas pinturas, finos tapices y delicados encajes. Para su recibimiento se levantó un Arco triunfal en la esquina de Santo Domingo, dándole la bienvenida el Corregidor y entregándole la simbólica llave dorada. 
Al día siguiente de la llegada del marqués, tuvo lugar una Encamisada dispuesta por el virrey saliente, el arzobispo Pedro Moya de Contreras, quien ordenó que se torearan “novillos con bolas de alquitrán en sus cuernos y copetes”
Las corridas de toros y juegos de cañas se verificarán en la plaza del Volador solo en Fiestas Reales o por disposición del Monarca, hasta principios del siglo XIX. 
Al finalizar el siglo XVI, tiempo en el que gobernó Luis de Velasco y Castilla (el segundo), la afición a las corridas de toros alcanzó su grado máximo, pues, su padre era amante de esta diversión e igualmente de la equitación y el juego de pelota.

## sigloXVII(1601-1700)
Después de las fiestas de San Hipólito, en agosto de 1601, siguieron las celebradas el año siguiente por el nacimiento de la infanta Doña Ana de Austria hija del Rey Felipe III de España y de Margarita de Austria-Estiria. El 29 de julio de 1602 se celebraron estos regios festivales, tomando parte en las corridas de toros, en los trece días que duraron, doce Regidores y los principales caballeros de la nobleza mexicana. 
Después de haber gobernado Luis de Velasco los virreinatos de México y Perú, el Rey de España lo nombró Presidente del Consejo de Indias y para ocupar el puesto que quedaba vacante, fue nombrado el arzobispo de México, Fray García Guerra, en 1611. Dispuso que las celebraciones con motivo de la toma de posesión que hiciera la ciudad fueran tan fastuosas como las anteriores, sin que faltaran las corridas de toros a las que era muy afecto. 
Además, el taurómaco arzobispo mandó construir un coso en el propio Palacio Virreinal, para satisfacer su ambición por las fiestas bravas, en el mismo año. 
Para el recibimiento de los virreyes posteriores pocas fueron las variantes de las anteriores recepciones. Corrieron toros durante cinco días, ofreciendo premios distinguidos a los que dieran las mejores lanzadas. 
Durante las fiestas se empezó a prohibir el tráfico de vehículos por las calles principales de la ciudad y las aledañas a la plaza, también hacían presencia gran comitiva de alabarderos, músicos, varas y órdenes de justicia, tribunales, oficiales reales, nobleza, universidad, etc. 
La afición por las corridas de toros cada día era mayor y se comenzaban a lidiar toros en muchas plazuelas y calles de la ciudad, tomando la diversión un carácter popular, ya que la afición a las lides taurinas no era peculiar tan solo de españoles, criollos y mestizos, sino que estaba también extendida a la clase indígena. 
Depuesto del virreinato el duque de Escalona, por sospechas de ser parcial al reino de Portugal, que en aquel entonces se había separado de España, lo sustituyó el obispo de Puebla, Juan de Palafox y Mendoza, en cuyo tiempo no hubo corridas de toros por su austeridad en materia de fiestas profanas y su aversión natural a la fiesta brava. Fue la primera vez que una autoridad estuvo en contra de las corridas de toros.
Durante el virreinato de fray Payo Enríquez de Ribera de los Duques de Alcalá, el 8 de febrero de 1675 se efectuó un torneo para celebrar la nueva de haber sido nombrado su Excelencia, capitán general de Nueva España. Más de cien caballeros vestidos en forma de diferentes animales formaron en el torneo, “siendo el más hermoso festival de este género de los verificados hasta entonces en Nueva España”.
Ya en 1680 había cuadrillas de toreros que ejecutaban las suertes de lidia con toda perfección y maestría. Indudablemente que en estas cuadrillas figurarían algunos diestros españoles, pero también muchos de los sujetos de la más alta nobleza mexicana se entregaban con frecuencia al deporte de capear y alancear toros, distinguiéndose entre todos el conde de Santiago.

## sigloXVIII(1701-1800)
Después de recibirse en esta capital la noticia de la muerte de Carlos II, el Hechizado, y al saberse que con este Rey se extinguía la Casa de Austria, estableciéndose con Felipe V la de los Borbones, ocupó el virreinato Juan de Ortega y Montañez, en lugar del conde de Moctezuma, José Sarmiento y Valladares.
Con la toma de posesión del Virreinato por el arzobispo, el 13 de diciembre de 1701, da un principio en esta centuria las lidias de toros, teniendo ya más detalles de ellas que en los siglos anteriores. 
Un año y algunos días gobernó por segunda vez a la Nueva España el arzobizpo Ortega y Montañez, viniendo a sustituirlo Don Francisco Fernández de la Cueva y de la Cueva. 
Instalado el duque de Alburquerque en Chapultepec, dieron principio las corridas de toros: “se levantó el coso fuera del recinto señorial, cercado con amplios tablados y hermosa perspectiva, y en el exterior muchos puestos de frutas, cacahuates, enchiladas, pollo frito, pulque, aguas frescas, chichas y limonadas. Todo México concurrió a esta temporada, permaneciendo fuera de la Plaza los que no encontraron sitio en ella o que sus recursos no les permitían asistir al espectáculo taurino”.
Para ese año el toreo todavía sigue siendo a caballo pero con la presencia de pajes atentos a cualquier señal de peligro, quienes se aprestaban a cuidar la vida de sus señores, ostentosa y ricamente vestidos.

Durante los siglos XVII y XVIII se dieron las condiciones para que el toreo a pie apareciera con todo su vigor y fuerza. Comenzó a darse un inusual crecimiento del ganado vacuno en gran parte de nuestro territorio, el cual necesitaba del control no sólo del propietario, sino de sus empleados, entre los cuales había gente de a pie y de a caballo. En algunas representaciones se ejecutaba el empeño de a pie, común en aquella época, forma típica que consistía en un enfrentamiento donde el caballero se apeaba de su caballo para, en el momento más adecuado, descargar su espada en el cuerpo del toro ayudándose de su capa, misma que arrojaba al toro con objeto de “engañarlo”. Dicha suerte se tornaba distinta a la que frecuentó la plebe que echaba mano de puñales.
Novísima grandeza de la tauromaquia mexicana…, Coello Ugalde, J. (pág. 192)

Dispuso también el virrey de Alburquerque la construcción de una elegante plaza de toros en la plazuela de San Diego, en la llamada entonces plaza de los marqueses de Santa Fe de Guardiola o plaza de Guardiola, para las corridas y otras demostraciones de regocijo.
Se sabe que en estas mismas fiestas taurinas se introdujeron en sus intermedios, por primera vez, las peleas de gallos y carreras de liebres y galgos. Las primeras becerradas formales, así como las diversiones intermedias, incluyendo los danzarines y músicos, eran efectuadas por jóvenes de todas clases sociales. 
Se considera al bachiller teólogo de Real y Pontificia Universidad de México, Juan Francisco Sahagún Arévalo Ladrón de Guevara, primer historiador general y cronista mayor de la Ciudad de México quien comienza a publicar, a partir del año de 1728, escritos en la Gaceta de México y el Mercurio de México acerca de las fiestas taurinas. 
Durante el periodo de mando del marqués de Croix, Carlos Francisco de Croix, de 1766-1771, hubo un adelanto en las mejoras materiales y las obras de seguridad de la Colonia. Pero, como la Real Hacienda no podía sufragar los gastos que las segundas demandaban, y las Arcas municipales carecían, también, de fondos para atender a las primeras, el Virrey dispuso que para obtener recursos se organizaran unas corridas de toros en la Plaza del Volador.
Sin embargo, no todos los motivos por los cuales se celebraban las corridas de toros, eran los puramente religiosos o en honor al nuevo virrey. A partir de este momento una buena parte de los productos de tales fiestas se destinarán a las mejoras materiales de las poblaciones de Nueva España, como es el caso del virrey Manuel Antonio Flórez Maldonado, quien por una Real Orden de su Majestad, se ordenaba a los virreyes de Nueva España que anualmente se organizaran corridas de toros en esta capital, a fin de que la Real Hacienda se resarciera de los fondos que el conde de Gálvez, Bernardo de Gálvez, había tomado para la construcción del castillo de Chapultepec. 
En 1793, durante el virreinato del conde de Revillagigedo, se buscó construir una plaza de toros que pudiera durar más de diez años. Para esto, se consultó al arquitecto Manuel Tolsá, quién se encargó de diseñar una plaza de toros en forma ovalada, cumpliendo con los requisitos que exigía el Virrey, economizar y de larga duración, que se pretendía construir en la mediación de la Casa de la Acordada y el Paseo de Bucareli. Sin embargo, la proyectada plaza de toros quedó sin construir, careciendo por muchos años la Ciudad de México de un coso permanente.

## sigloXIX(1801-1821)

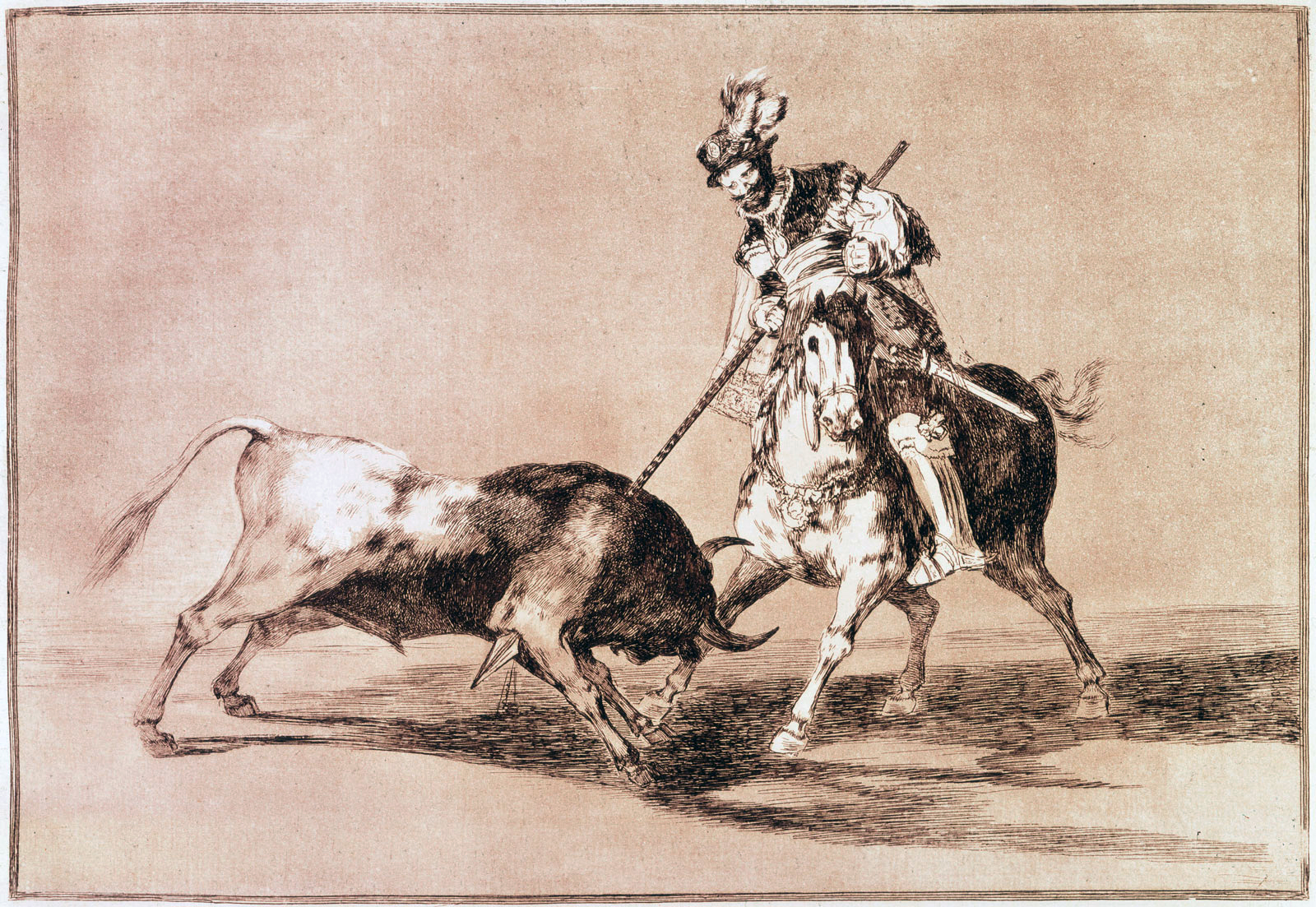
1816, El Cid Campeador lanceando otro toro (Tauromaquia - Goya)

En octubre de 1800 se celebró en San Luis Potosí la primera corrida del siglo que se tiene noticia. 
Ya durante este siglo habían surgido varias ganaderías en el territorio, al tiempo que el toreo comenzaba a profesionalizarse, mediante la organización de cuadrillas a pie y a caballo, con lidiadores oriundos de la Nueva España.
Si bien es cierto que la afición por las fiestas taurinas estuvo extendida hasta los más apartados rincones de la Colonia, no faltaron sujetos que vieran con malos ojos el arte de sortear las reses bravas, como es el caso del virrey Félix Berenguer de Marquina, quien gobernó la Nueva España de 1800 a 1803. “Durante el tiempo de su gobierno, no se concedieron las acostumbradas fiestas taurinas al ingreso del gobierno, y además las prohibió en muchas ocasiones, tanto en la Ciudad como en los demás estados y negó que se realizaran fiestas locales con toros sin permiso previo, a pesar que éstas se realizaban desde hace muchos años sin ese requisito.”

El 4 de enero de 1803, en Villa de Guadalupe, recibía el bastón de virrey, José de Iturrigaray. El nuevo mandatario recibió con beneplácito la noticia de que el Ayuntamiento había preparado unas corridas de toros para festejarlo por su ingreso al virreinato. 

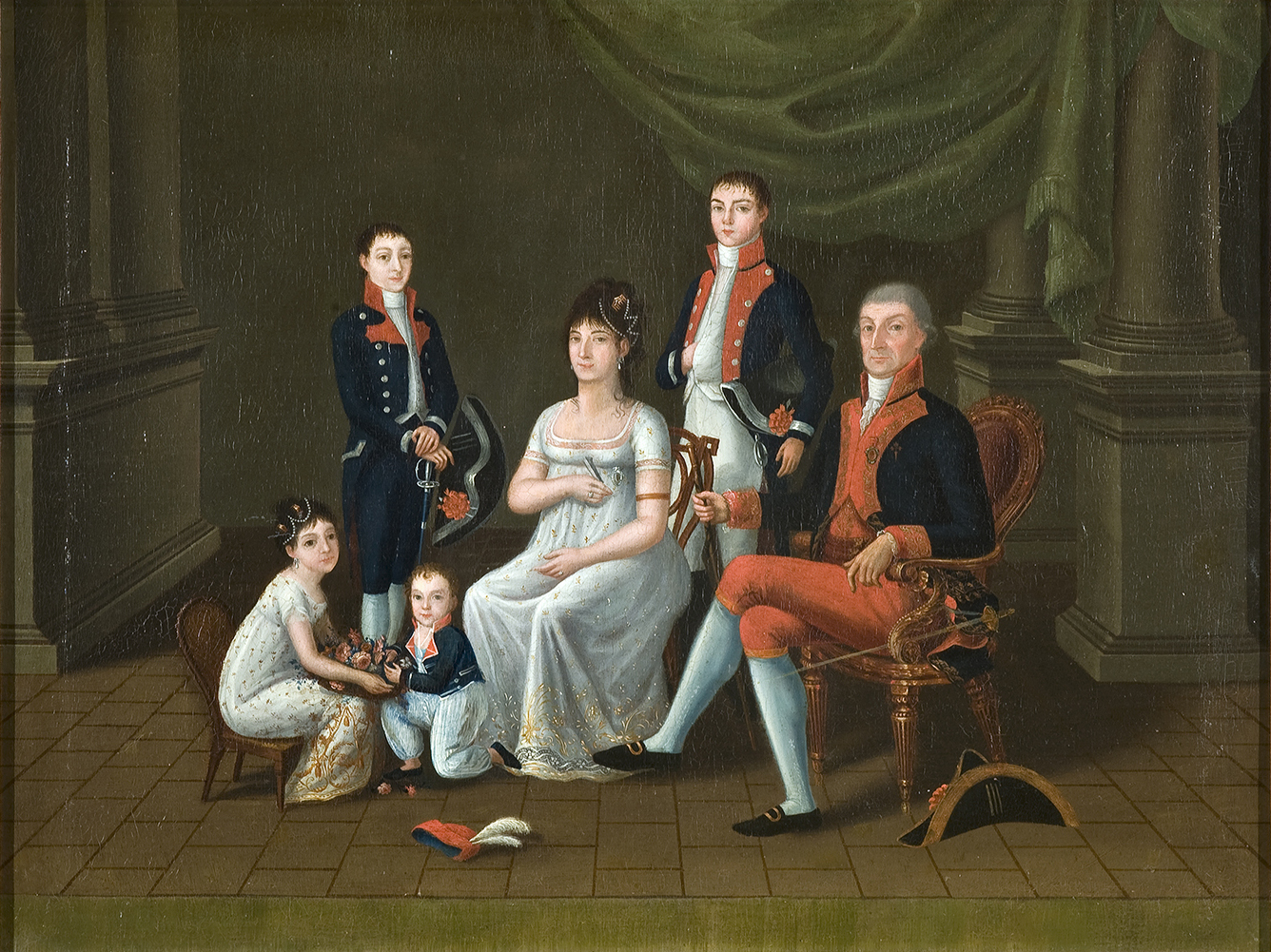
Familia Iturrigaray-1805

La plaza de toros, como se trataba de Fiestas Reales, se levantó en la plaza del Volador. Se contrataron los mejores toreros que había hasta entonces en la Nueva España, se prepararon las diversiones intermedias, se vistieron las cuadrillas a todo lujo y se introdujo también el arte pirotécnico que había llegado en México con un grado de perfección admirable.
Las corridas de toros, también durante este periodo, fueron muy socorridas para aliviar las penurias de la Real Hacienda construir edificios religiosos y civiles y acudir en auxilio de las Casas de beneficencia.
En el periodo inmediato anterior a la Independencia de México surgieron famosos toreros como Tomás Venegas “El Gachupin Toreador”; Pedro Montero; Juan Sebastián “El Jerezano”; y Miguel García.
El 27 de septiembre de 1821, el Ejército Trigarante hacía su entrada triunfal a esta Ciudad, quedando consumada la Independencia de México. Los festejos organizados para celebrar la consumación de la Independencia, se especializaron en honrar a todo el ejército que logró esta hazaña. 
Después del despejo de la Plaza, varios Generales del Ejército Trigarante pisaron la arena, para lucirse en las suertes del toreo, haciéndose notable entre todos, el General don Luis de Quintanar, quien en 1822 expidió el primer reglamento taurino de la Ciudad de México.
Con esta corrida efectuada en la Imperial plaza de toros de San Pablo, terminan los festejos de las fiestas bravas durante el periodo Virreinal. La Real plaza de toros de San Pablo fue construida en 1788 en la plazuela de San Pablo, por iniciativa del intendente Don Manuel Gutiérrez del Mazo, utilizándose la madera de la desmantelada y provisional plaza de toros del Volador. El mismo año de la Consumación de Independencia se incendió la Plaza y fue reconstruyéndose paulatinamente.